# NSG Besenhorster Sandberge und Elbsandwiesen
NSG Besenhorster Sandberge und Elbsandwiesen este o arie protejată (arie de protecție specială avifaunistică — SPA) din Germania întinsă pe o suprafață de 150 ha, integral pe uscat.

## Localizare
Centrul sitului NSG Besenhorster Sandberge und Elbsandwiesen este situat la coordonatele 53°26′37″N 10°19′43″E / 53.4436°N 10.3286°E.

## Înființare
Situl NSG Besenhorster Sandberge und Elbsandwiesen a fost declarat arie de protecție specială avifaunistică în octombrie 1997 pentru a proteja 5 specii de animale.

## Biodiversitate
Situată în ecoregiunea continentală, aria protejată nu include niciun habitat protejat.
La baza desemnării sitului se află mai multe specii protejate de  păsări (5): ciocănitoarea de stejar (Dendrocopos medius), ciocănitoare neagră (Dryocopus martius), muscar negru (Ficedula hypoleuca), sfrâncioc roșiatic (Lanius collurio), ciocârlie de pădure (Lullula arborea).